# Brisaster kerguelenensis
Brisaster kerguelenensis is een zee-egel uit de familie Schizasteridae.
De wetenschappelijke naam van de soort werd in 1917 gepubliceerd door Hubert Lyman Clark.